# Népszava
Népszava ("Stem van het volk") is een sociaaldemocratisch dagblad dat werd opgericht in 1877 in Boedapest door Viktor Külföldi. Het was tot 1948 het blad van de Sociaal Democratische Partij in Hongarije.
Tijdens het communisme in Hongarije tussen 1948 en 1989, was de krant het officiële orgaan van de vakbonden. In 1990 werd de krant opnieuw opgericht en tot 2002 was het in eigendom van de vakbonden. Daarna werd de krant geprivatiseerd en was het enige tijd in eigendom van het reclamebureau ESMA. Tegenwoordig is de krant in eigendom van het management en is het afhankelijk van donaties.